# Jean Augustin Masson
Pour les articles homonymes, voir Masson.
Jean Augustin Masson, né le 13 mars 1749 à Lunel (Hérault), mort le 31 octobre 1808 à Morlaix (Finistère), est un général français de la Révolution et de l’Empire.

## États de service
Il passe chef de bataillon en 1792, et il est nommé chef de brigade en 1796, à la 4e demi-brigade d’artillerie de la marine.
Il devient colonel en 1803, commandant le 4e régiment d’artillerie de la marine, et il est fait officier de la Légion d’honneur le 14 juin 1804.
Il est promu général de brigade le 5 août 1804.
Il meurt le 31 octobre 1808, à Morlaix dans le Finistère.

## Sources
- (en) « Generals Who Served in the French Army during the Period 1789 - 1814: Eberle to Exelmans »
- Thierry Pouliquen, « Les généraux français et étrangers ayant servis [sic] dans la Grande Armée » (consulté le 28 mai 2014)
- « Cote LH/1783/28 », base Léonore, ministère français de la Culture
- (pl) « Napoléon.org.pl »